# 의령 탐진안씨 문중 정려각
의령 탐진안씨 문중 정려각(宜寧 耽津安氏 門中 旌閭閣)은 대한민국 경상남도 의령군 부림면 입산리에 있는 건축물이다. 2018년 8월 30일 경상남도의 문화재자료 제651호로 지정되었다.

## 지정사유
탐진안씨 문중 정려각은 여타 정려에서 볼수 없는 규모를 가지고 있다. 또한 이 마을은 탐진안씨 집성촌으로 효자.효부가 많은 유서깊은 마을로 탐진안씨 문중 정려와 함께 전통마을로 그 기반을 가지고 있다. 따라 여타 정려에서 볼수 없는 건축적 특징과 효자.효부의 유교적 사상을 잘 보여주고 있어 교육적 역사적 자료 등으로 활용가치가 높아 문화재자료로 지정하여 보존하고자 한다.

## 참고 문헌
- 의령 탐진안씨 문중 정려각 - 국가유산청 국가유산포털